# Dessent Ridge
Dessent Ridge är en bergstopp i Antarktis. Den ligger i Östantarktis. Nya Zeeland gör anspråk på området. Toppen på Dessent Ridge är 1 609 meter över havet, eller 269 meter över den omgivande terrängen. Bredden vid basen är 4,0 km.